# Dendronotus frondosus

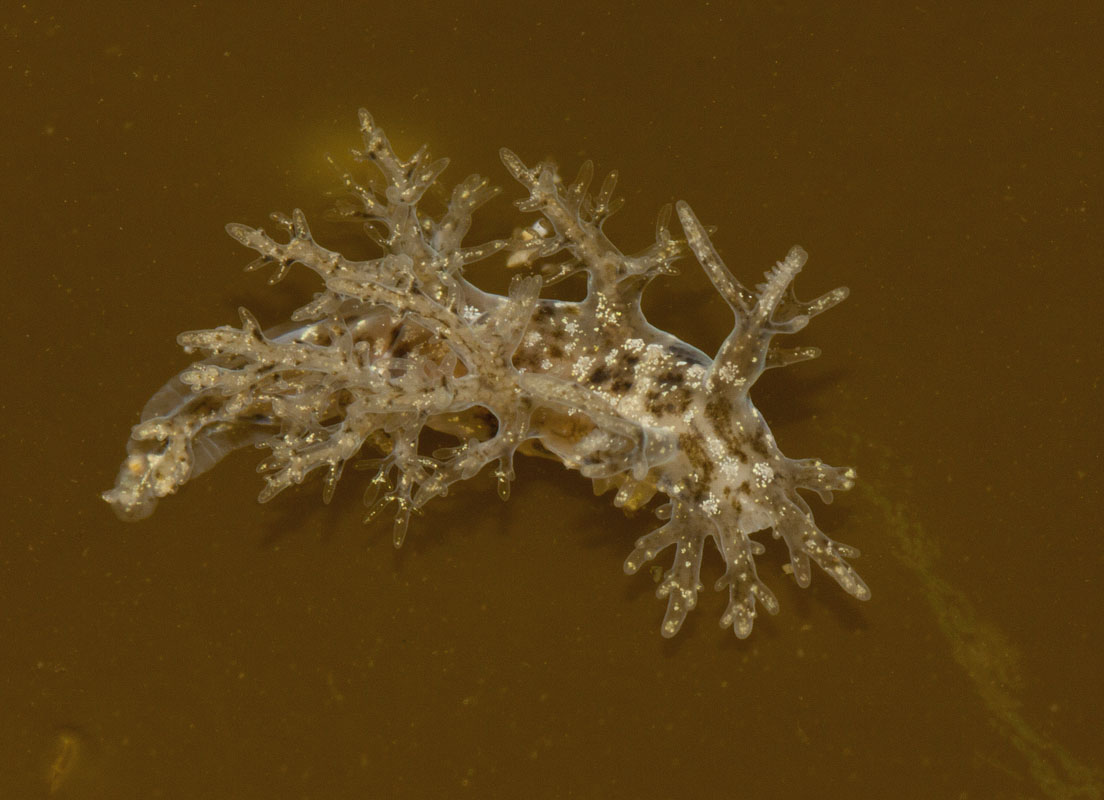
Dendronotus frondosus

Dendronotus frondosus là một loài động vật thân mềm biển trong họ Dendronotidae.
Chúng có vẻ ngoài khác thường là do lớp da hình cây phủ khắp cơ thể.